# Croton chamanus
Espèce
Classification APG III (2009)
Croton chamanus est une espèce de plantes à fleurs du genre Croton et de la famille des Euphorbiaceae, présente au Venezuela.